# 大草村 (大阪府)
大草村（おおくさむら）は、かつて大阪府にあった村である。現在の堺市東区の一部にあたる。

## 歴史
- 1889年（明治22年）4月1日 - 丹南郡関茶屋新田、高松新田[1]、草尾新田が合併して、丹南郡大艸村が発足。大字草尾新田に村役場を設置。村名は、この地の新田開発前の地名「大野の芝」と、三新田で最も人口の多かった「草尾新田」を合わせたもの。
- 1896年（明治29年）4月1日 - 南河内郡が成立。
- 1905年（明治38年）5月20日 - 大艸村が村名を大草村に改称する。これは、村発足の際に「草」字を誤記して「艸」としてしまったのを改めたもの。
- 1910年（明治43年） - 大字関茶屋新田、高松新田、草尾新田を関茶屋、高松、草尾に改称。
- 1931年（昭和6年）頃 - 大字草尾より大美野を分立。
- 1950年（昭和25年）4月1日 - 野田村と合併して、南河内郡登美丘町となる。